# 301153 Jinan
301153 Jinan è un asteroide della fascia principale. Scoperto nel 2008, presenta un'orbita caratterizzata da un semiasse maggiore pari a 2,3541386 au e da un'eccentricità di 0,1465879, inclinata di 6,50043° rispetto all'eclittica.